# Sebastian Greenwood
Karl Sebastian Greenwood, född 26 december 1976, är en svensk ekonom och marknadsförare av ett pyramidspel.
Greenwood växte upp i Stockholm. Han har en kandidatexamen i ekonomi på Regent's University i London i Storbritannien. Han har arbetat på det av norrmannen Jarle Thorsen 2008 grundade  Enigro och lanserade 2013 kryptovalutan bigcoin tillsammans med John Ng i Hongkong-företaget Prosper Limited.
Greenwood är skildrad i flera internationella dokumentärer om skandalen kring Onecoin som en färgglad karaktär på scenen med en typ av rockstjärna-pesona som smittade av sig på de olyckliga drabbade. Han var också flerspråkig. Han pratade svenska, engelska, tyska, kinesiska och thailändska flytande och denna färdighet blev ett starkt bidrag till hans framgång inom affärer. 
Pyramidspelet Onecoin lanserades 2014 av Ruja Ignatova (född 1980) och Sebastian Greenwood. Han greps 2018 av polis på ön Koh Samui i Thailand och utlämnades till USA på begäran av FBI.
Sebastian Greenwood åtalades i New York för bedrägeri och penningtvätt. Efter flera år i häkte erkände han i december 2022 och dömdes av en domstol i New York i september 2023 till 20 års fängelse för bedrägeri och penningtvätt. Kompanjonen Ruja Ignatova är försvunnen sedan oktober 2017.